# Luise Reuter

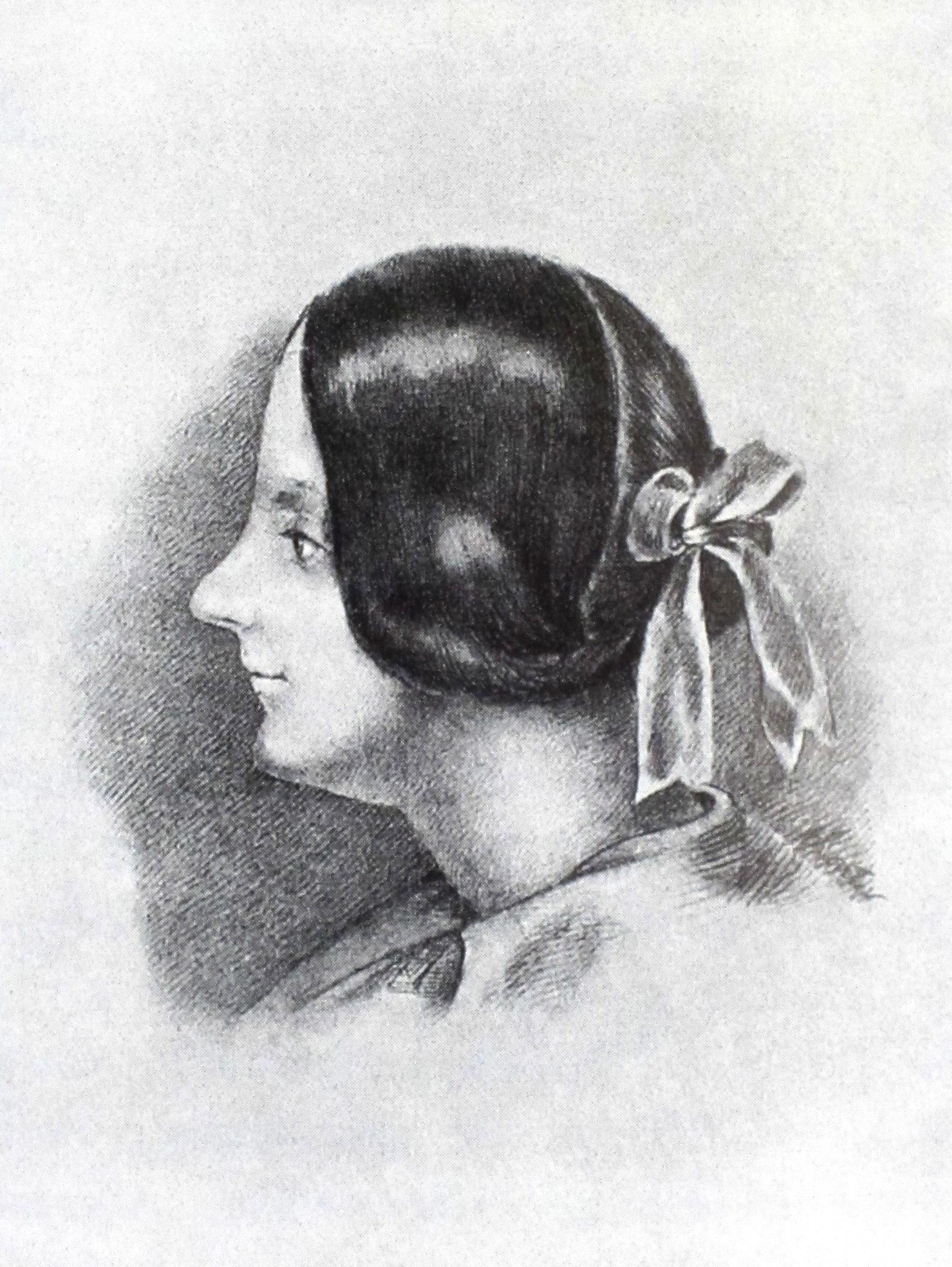
Luise Reuter, Kreidezeichnung von Fritz Reuter

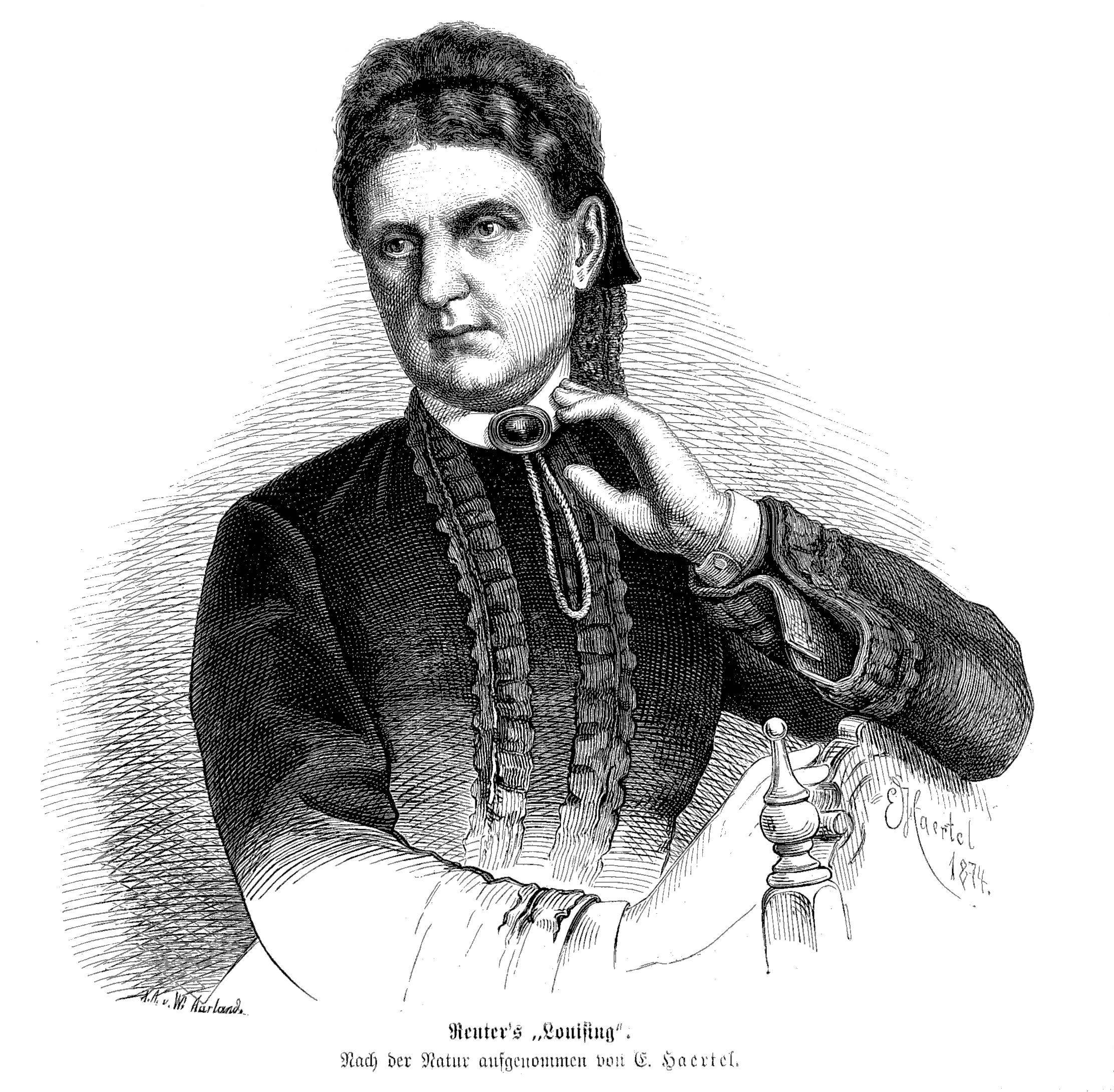
Luise Reuter

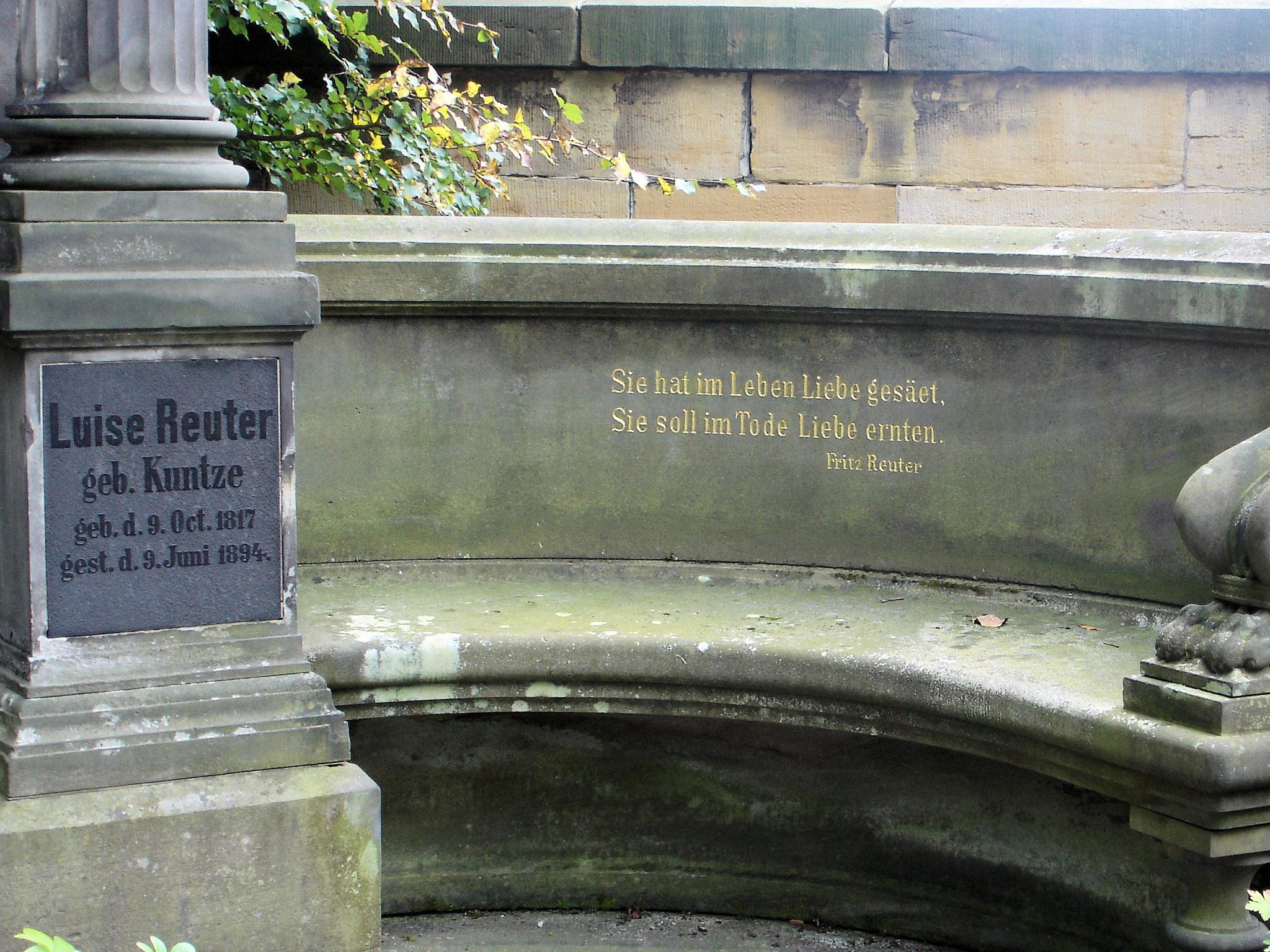
Grabmal in Eisenach

Luise Charlotte Marie Reuter, auch Louise R. (* 9. Oktober 1817 in Grevesmühlen als Luise Charlotte Marie Kuntze; † 9. Juni 1894 in Eisenach) war die Ehefrau des Dichters und niederdeutschen Schriftstellers Fritz Reuter.

## Leben
Luise Reuter war älteste Tochter und das zweite von elf Kindern des Rektors der Grevesmühlener Stadtschule und späteren Pastors in Roggenstorf, Wilhelm (Gottlieb Peter) Kuntze (1778–1863), und dessen Ehefrau Wilhelmine (Caroline Christine), geb. Scharff (1794–1859). Die Eltern zogen 1818 nach Roggenstorf, wo der Vater das Pfarramt übernahm und bis 1858 ausübte.
Im großen Haushalt der Eltern hatte Luise vielfältige Pflichten zu übernehmen. Als 1834 ihr jüngster Bruder geboren wurde, war Luise bereits im siebzehnten Lebensjahr. Von 1834 bis 1835 besuchte sie das Ernestinum in Lübeck. Im April 1844 trat sie dann eine Stelle als Kindererzieherin bei Pastor Friedrich Johann Augustin (1794–1862) in Rittermannshagen an.
Familie Rust, wo Fritz Reuter arbeitete, und Familie Augustin waren befreundet, so dass sich bald auch Reuter und Luise Kuntze kennenlernten. Im Mai 1847 verlobten sich die beiden. Am 16. Juni 1851 heirateten sie in der Dorfkirche Roggenstorf und zogen nach Treptow an der Tollense. Luise unterstützte die Haushaltskasse durch Klavier- und Französischunterricht. Dann lebten sie von April 1856 bis 1863 in Neubrandenburg, wo ihr Ehemann zum umjubelten Schriftsteller von nationalem Rang aufstieg. Tiefe Einblicke in Luises Gedankenwelt gewähren zahlreiche Briefe an ihre beste Freundin, die Gutsbesitzersfrau Marie Peters (1822–1897), mit der sie ab 1856 jahrzehntelang korrespondierte.
Im Sommer 1863 nach Eisenach übersiedelt, ließ sich das kinderlos gebliebene Ehepaar Reuter 1866 unterhalb der Wartburg eine Villa im italienischen Stil errichten, die heute das Reuter-Wagner-Museum beherbergt. Als ihr Mann 1874 starb, ließ sie ihm in Eisenach ein imposantes Grabmal errichten.
Luise Reuter überlebte ihren Mann um zwanzig Jahre. Ihre Rolle als Ehefrau und Nachlassverwalterin von Fritz Reuter wird, insbesondere im Hinblick auf dessen Fortgang aus Mecklenburg, in der Reuter-Literatur seit vielen Jahrzehnten kontrovers diskutiert. Fritz Reuter hatte für seine Frau folgenden Grabspruch bestimmt: „Sie hat im Leben Liebe gesäet, sie soll im Tode Liebe ernten“.
Ihre Brüder Heinrich (* 1816), Carl (* 1824) und Theodor (* 1828) wanderten 1852 nach Australien aus. Der Bruder Friedrich (* 1832) wanderte 1852 nach Südamerika aus. Der Bruder Theodor Kuntze hat sich in den 1890er Jahren nachweislich in den USA aufgehalten.

## Ehrungen
1927 wurde der Lowise-Reuter-Ring in der Berliner Hufeisensiedlung ihr zu Ehren benannt. 1997 wurde das Dorfgemeinschaftshaus in Roggenstorf nach Luise Reuter benannt. Ein Gedenkstein südlich der Kirche in Grevesmühlen, um 1999 aufgestellt durch den Heimatverein Grevesmühlen, erinnert an sie. Im Rostocker Ortsteil Reutershagen wurde 2011 eine Straße nach Luise Reuter benannt.

## Briefe
Im Fritz Reuter Literaturarchiv Berlin:
- 5 Briefe Luise Reuter an Ludwig Walesrode 3. Januar 1864 bis 9. Juli 1867
- 9 Briefe Luise Reuter an verschiedene Empfänger (Dethloff Carl Hinstorff, August Junkermann und andere) 9. Juli 1867 bis 19. Oktober 1891
- 4 von Luise Reuter geschriebene und von ihr mit „Fritz Reuter“ unterschriebene Briefe an verschiedene Empfänger 3. Februar 1871 bis 30. Dezember 1873
- Von Dethloff Carl Hinstorff  auf Luise Reuter ausgestellte und von ihr gegengezeichnete Solawechsel für empfangene Buchhonorare 27. September 1875 bis 19. Oktober 1891.

Weitere Briefe Luise Reuters in:
- Badische Landesbibliothek
- Bayerische Staatsbibliothek
- Goethe- und Schiller-Archiv
- Schleswig-Holsteinische Landesbibliothek.